# لويزا جونسون
لويزا جونسون (بالإنجليزية: Louisa Johnson)‏ (ولدت في 11 يناير 1998)، والمعروفة فنيا باسم لويزا، هي مغنية وكاتبة أغاني إنجليزية. في عام 2015، فازت بالسلسلة الثانية عشر من البرنامج البريطاني ذا إكس فاكتور ، لتصبح بذلك أصغر فائز في البرنامج في سن لم يتجاوز 17 عاما.

## روابط خارجية
- لويزا جونسون على موقع ميوزك برينز (الإنجليزية)
- لويزا جونسون على موقع أول ميوزيك (الإنجليزية)
- لويزا جونسون على موقع ديسكوغز (الإنجليزية)